# Varsken
Varsken, in medio persiano: Vazgēn (... – 482), è stato un principe iranico appartenente alla famiglia dei Mehranidi di Gugark, che ricoprì in vita il ruolo di bidaxsh (una sorta di margravio) della regione dal 470 al 482.
Figlio e successore di Arshusha II, alla morte del padre Varsken si recò nella capitale sasanide di Ctesifonte e fu accolto dallo shahanshah Peroz I (regnante dal 459 al 484). Fu lì che abbandonò intorno al 470 il cristianesimo e abbracciò lo zoroastrismo. Come ricompensa per la sua conversione, gli fu concesso il vicereame dell'Albania caucasica e una figlia di Peroz in sposa. 
Abbracciando la causa filo-iranica, Varsken tentò di costringere la sua famiglia a convertirsi allo zoroastrismo, compresa la sua prima moglie Shushanik, evento che alla fine portò al suo martirio, con la donna che morì per via delle violenze inflitte dal marito. La sua politica si rivelò inaccettabile per il re iberico Vakhtang I (r. 447/449-502/522), che lo fece uccidere e si ribellò all'impero sasanide nel 482. A Varsken successe Arshusha III.

## Biografia

Mappa del Caucaso

Varsken era figlio di Arshusha II, che era il bidaxsh (una sorta di margravio) del Gugark, una regione storica del Caucaso originariamente compresa nel Regno d'Armenia, ma poi passata sotto l'autorità del regno d'Iberia dopo la spartizione dell'Armenia da parte dei sasanidi e dei romani nel 387. Non molto prima, il regno iberico ricadde sotto l'autorità sasanide; durante il mandato di Sapore II (r. 309-379), venne insediato come vassallo in zona Aspacure II sul trono nel 363.
La famiglia di Varsken, quella dei Mehranidi, si era imposta sotto Peroz come bidaxsh di Gugark nel 330 circa, soppiantando così la precedente discendenza dei Gusharidi. Sebbene la famiglia rivendicasse la propria discendenza dai Persiani, essa era in realtà un ramo del casato di Mehrān, uno dei sette grandi casati partici. Sotto Peroz, la nobile discendenza abbandonò le sue credenze zoroastriane a favore del cristianesimo. I Mehranidi di Gugark intrattenevano stretti rapporti con i re iberici (anch'essi di discendenza mehranide), con i quali contrassero più volte matrimoni.
La madre di Varsken era Anushvram Artsruni, una nobildonna armena della famiglia Artsruni, cognata del capo militare armeno Hmayeak Mamikonian, a sua volta fratello del ribelle e martire armeno Vardan Mamikonian. Il padre di Varsken, Arshusha II, rimase ostaggio della corte sasanide a Ctesifonte e non poté partecipare alla ribellione cristiana armena del 451, guidata da Vardan Mamikonian. Dopo la sconfitta dei ribelli armeni nella battaglia di Avarayr, Hmayeak Mamikonian fu ucciso nel Tao. I figli di Hmayeak, Vahan Mamikonian, Vasak, Vard e Artaxias, furono quindi presi in ostaggio e inviati a Ctesifonte, dove conobbero Arshusha II. Arshusha riuscì poi a riacquistare la libertà; in seguito liberò i figli di Hmayeak e li riportò in Armenia con la madre. In seguito, Arshusha organizzò il matrimonio di suo figlio Varsken con Shushanik, figlia di Vardan Mamikonian.

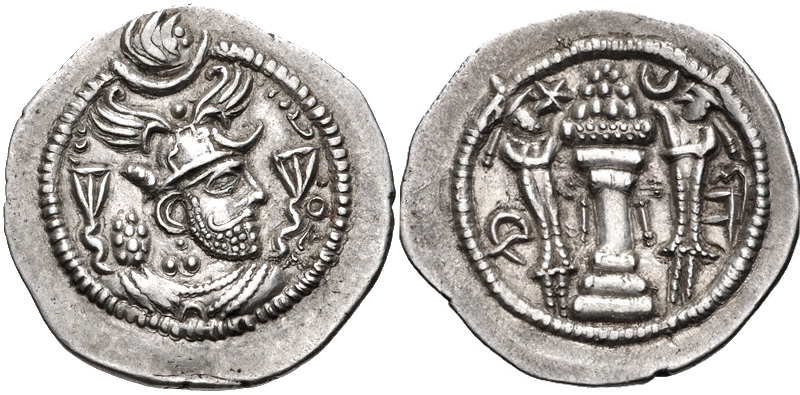
Moneta di Peroz I (regnante dal 459 al 484)

Alla morte del suo Arshusha, Varsken si recò a Ctesifonte e fu ricevuto dallo shahanshah sasanide Peroz I (r. 459-484), convertendosi alla precedente religione della famiglia, lo zoroastrismo. Inoltre, spostò la sua fedeltà dalla monarchia iberica cristiana all'impero sasanide. Come ricompensa per la sua conversione, gli fu concesso il vicereame dell'Albania caucasica e una figlia di Peroz in sposa.
La basilica di Bolnisi Sioni, in Iberia, è una testimonianza della crescente influenza sasanide. Costruita nel 478/479 nella parte meridionale della
regione, quest'ultima era caduta sotto il controllo dei Mehranidi. L'iconografia della basilica lascia trasparire caratteristiche iraniche, mentre le sue iscrizioni, scritte in georgiano antico, menzionano lo shahanshah Peroz I. Sotto Varsken e i suoi predecessori, la città di Tsurtavi fu trasformata in una delle sedi del bidaxshate. I resoconti dello storico iberico contemporaneo Iakob Tsurtaveli indicano che Varsken agì da sovrano autonomo, riconoscendo la sovranità dello shahanshah soltanto in funzione anti-iberica.
Sostenendo la sua posizione filo-iranica, Varsken tentò di costringere la sua famiglia a convertirsi allo zoroastrismo, compresa Shushanik, che alla fine subì il martirio, morendo per le violenze inflitte dal marito. La sua campagna di zoroastrianizzazione si limitò apparentemente solo alla sua famiglia. Non vi sono infatti notizie di tentativi di conversione dei suoi sudditi cristiani e la principale fonte sulla vita di Shushanik, il Martirio della Santa Regina Shushanik, non considera l'uccisione di sua moglie come parte di una sistematica persecuzione cristiana. La sua politica si rivelò inaccettabile per il re iberico Vakhtang I (r. 447/449-502/522), che lo fece uccidere e poi si ribellò all'impero sasanide nel 482. A Varsken successe Arshusha III.

## Ascendenza
|                    |                  |                   | Genitori |  |  | Nonni    |  |  | Bisnonni   |  |
|                    |                  |                   |          |  |  | Bakur II |  |  | Arshusha I |  |
|                    |                  |                   |          |  |  | Bakur II |  |  | Arshusha I |  |
|                    |                  | …                 |          |  |  | Bakur II |  |  |            |  |
| Arshusha II        |                  |                   |          |  |  | Bakur II |  |  |            |  |
|                    |                  | …                 | …        |  |  |          |  |  |            |  |
|                    |                  | …                 | …        |  |  |          |  |  |            |  |
|                    |                  | …                 | …        |  |  |          |  |  |            |  |
| Varsken            |                  | …                 |          |  |  |          |  |  |            |  |
|                    | Vasak I Artsruni | Vache II Artsruni |          |  |  |          |  |  |            |  |
|                    | Vasak I Artsruni | Vache II Artsruni |          |  |  |          |  |  |            |  |
|                    | Vasak I Artsruni | …                 |          |  |  |          |  |  |            |  |
| Anushvram Artsruni | Vasak I Artsruni |                   |          |  |  |          |  |  |            |  |
|                    |                  | …                 | …        |  |  |          |  |  |            |  |
|                    |                  | …                 | …        |  |  |          |  |  |            |  |
|                    |                  | …                 | …        |  |  |          |  |  |            |  |
|                    |                  | …                 |          |  |  |          |  |  |            |  |